# Nick Zimmermann
Nick Zimmermann, né le 30 août 1994 à Aarhus (Danemark), est un homme politique danois, membre du Parti populaire danois.

## Biographie
Nick Zimmermann étudie à Aarhus Tech entre 2012 et 2015.
Engagé au sein du Parti populaire danois, il est élu conseiller municipal de Randers lors des élections municipales de 2017. Il est ensuite candidat aux élections législatives de juin 2019, mais ne parvient pas à remporter de siège.
Il est réélu conseiller municipal lors des élections municipales de 2021.
Il est élu député au Folketing lors des élections législatives de novembre 2022. Après le scrutin, il devient le porte-parole de son groupe parlementaire pour l'emploi, le logement, les entreprises, la formation professionnelle, le climat et les transports.